# La Conquête de Mars
La Conquête de Mars (The Waters of Mars) est le nom de l'épisode spécial de la série britannique Doctor Who diffusé sur BBC 1 le 15 novembre 2009.

## Synopsis
Le TARDIS amène le Docteur sur Mars, en 2059. La première base habitée, Bowie One, vient d'y être installée, et le Docteur s'y rend, à la grande surprise de son personnel, dirigé par Adelaide Brooke. Bientôt il se rend compte qu'il est arrivé le jour de la destruction de la base par une explosion nucléaire, un événement historique aux conséquences importantes pour l'avenir de l'humanité. Dans les serres de Bowie One, l'eau de Mars prend possession de certains des membres de l'équipage les transformant en étranges zombies. Selon les lois du temps, le Docteur ne peut hélas pas sauver ses compagnons, car leur sort est un point fixe de l'Histoire, il sait par conséquent qu'il ferait mieux de partir au plus vite.

## Distribution
- David Tennant : Dixième Docteur
- Lindsay Duncan : Capitaine Adelaide Brooke
- Peter O'Brien : Lieutenant Edward Gold
- Aleksander Mikic : Infirmier Yuri Kerenski
- Gemma Chan : Géologue Mia Bennett
- Sharon Duncan Brewster : Enseigne (chimiste) Maggie Cain
- Chook Sibtain : Docteur Tarak Ital
- Alan Ruscoe : Enseigne (biologiste) Andy Stone
- Cosima Shaw : Technicienne en chef Steffi Ehrlich
- Michael Goldsmith : Technicien en second Roman Groom
- Lily Bevan : Emily
- Max Bollinger : Mikhail
- Charlie De'Ath : le père d'Adelaide
- Rachel Fewell : Adelaide, jeune
- Anouska Strahnz : Ulrika Ehrlich
- Zofia Strahnz : Lisette Ehrlich
- Paul Kasey :  Ood Sigma

## Version française
- Société : Dubbing Brothers
- Adaptation : Chantal Bugalski
- Direction artistique : David Macaluso
- Mixage : Marc Lacroix

Avec les voix de : 
- David Manet : Le Docteur
- Stéphanie Excoffier : Adelaide Brooke
- Michelangelo Marchese : Ed Gold
- Emmanuel Dekoninck : Yuri Kerenski
- Kathy Boquet : Mia Bennett
- Julie Istasse : Maggie Cain
- Karim Barras : Tarak Ital
- Pierre Bodson : Andy Stone
- Prunelle Rulens : Steffi Ehrlich
- Alessandro Bevilacqua : Roman Groom
- Marielle Ostrowski : Emily

## Continuité
- Le Docteur fait référence aux anciens habitants de Mars, appelés les « Guerriers des glaces ». Ceux-ci ont joué un rôle dans différents épisodes de la série originale, depuis l'épisode The Ice Warriors (1967). Le Docteur spécule sur le fait qu'ils auraient pu sceller l'épidémie dans la glace pour qu'elle ne puisse pas se répandre.
- Le Docteur fait référence à sa venue à Pompéi (La Chute de Pompéi) en parlant de l'impossibilité de changer de grands événements du passé.
- Adelaide a une réminiscence des événements de l'épisode La Terre volée, lorsqu'un Dalek l'a laissé survivre durant l'attaque de la Terre. Le Docteur suppose que c'est parce que le Dalek savait que son existence était un point fixe du temps.
- Ood Sigma qui apparait à la fin de l'épisode fait référence à la prédiction des Oods en conclusion du Chant des Oods. Sa prédiction qui semblait au départ annoncer les événements de La Fin du voyage se lie avec la prédiction de Carmen, lors de l'épisode précédent auquel le Docteur fait référence lorsqu'il dit « Il frappera quatre fois et il n'a pas encore frappé ».
- Le Docteur dit détester les « robots qui parlent, sauf s'il s'agit de chiens » en référence au robot K-9.
- La combinaison utilisée par le Docteur pour se déplacer à la surface de Mars est la même que celle utilisée dans l'épisode « La Planète du Diable ».